# The Teahouse of the August Moon
The Teahouse of the August Moon é uma peça de teatro estadunidense de 1953 escrita pelo dramaturgo John Patrick, baseado no romance de Vern Sneider. A obra foi adaptada para o cinema no filme homônimo de 1956 e no musical Lovely Ladies, Kind Gentlemen, de 1970.
Venceu o Tony Award de melhor peça de teatro.